# Cajas de música difíciles de parar
Cajas de música difíciles de parar es el segundo álbum en solitario del cantautor asturiano Nacho Vegas, publicado por la discográfica Limbo Starr el 10 de febrero de 2003. Este doble álbum fue grabado durante 2002 en el estudio de Paco Loco en el Puerto de Santa María y fue precedido del epé Miedo al zumbido de los mosquitos (Limbo Starr, 29 de octubre de 2002), que contiene cuatro temas entre los que se encuentra En la sed mortal, incluida en este álbum y considerada una de las mejores canciones del asturiano.
En este trabajo, Nacho Vegas cuenta con la colaboración de Juan Rodríguez, vocalista del grupo de rock indie español Los Planetas, prestando su voz como contrapunto en Noches árticas y La canción de la duermevela.

## Lista de temas

### CD 1
| N.º | Título                       | Duración |  |
| 1.  | «Noches árticas»             | 05:21    |  |
| 2.  | «N.V. Por la paz mundial»    | 05:02    |  |
| 3.  | «Todos ellos»                | 04:02    |  |
| 4.  | «El mundo en calma»          | 04:09    |  |
| 5.  | «Sólo viento»                | 07:38    |  |
| 6.  | «El jardín de la duermevela» | 04:38    |  |
| 7.  | «Tu nuevo humidificador»     | 02:32    |  |
| 8.  | «La plaza de la soledá»      | 04:46    |  |
| 9.  | «Por culpa de la humedad»    | 04:59    |  |
| 10. | «En la sed mortal»           | 07:38    |  |

### CD 2
| N.º | Título                        | Duración |  |
| 1.  | «El salitre»                  | 08:04    |  |
| 2.  | «Mark Spitz»                  | 05:13    |  |
| 3.  | «Gang bang»                   | 05:54    |  |
| 4.  | «Stanislavsky»                | 05:13    |  |
| 5.  | «La sed»                      | 05:38    |  |
| 6.  | «Monomanía»                   | 05:48    |  |
| 7.  | «Etcétera»                    | 03:41    |  |
| 8.  | «Maldición»                   | 06:09    |  |
| 9.  | «Historia de un perdedor»     | 06:56    |  |
| 10. | «La canción de la duermevela» |          |  |